# Prodotto nazionale lordo
In economia, il prodotto nazionale lordo (abbreviato PNL) è una grandezza macroeconomica che misura il valore aggregato di tutti i beni e servizi finali prodotti da fattori posseduti da cittadini di una determinata nazione in un determinato periodo di tempo. Si ottiene dal PIL (prodotto interno lordo) aggiungendovi il reddito percepito da soggetti residenti nel paese per investimenti all'estero e sottraendovi il reddito percepito nel paese da soggetti non residenti. È anche detto RNL (reddito nazionale lordo).
Si differenzia dal PIL solo su un punto: si tratta di un aggregato nazionale e non interno. Ciò significa che sono prese in considerazione le attività delle imprese nazionali che operano fuori dal paese (per quanto riguarda l'ammontare di redditi che queste imprese o i loro dipendenti versano nel paese), mentre non è contabilizzata l'attività delle imprese straniere che operano sul territorio interno (almeno per la parte di questa attività che genera versamenti di reddito all'estero). 